# Terni Football Club 1932-1933
Questa pagina raccoglie i dati riguardanti il Terni Football Club nelle competizioni ufficiali della stagione 1932-1933.

## Rosa
| N. |                   | Ruolo | Calciatore         |
| -- | ----------------- | ----- | ------------------ |
|    | Italia (bandiera) | D     | Barillari          |
|    | Italia (bandiera) | C     | Vasco Baroncini    |
|    | Italia (bandiera) | C     | Ferruccio Biagioli |
|    | Italia (bandiera) | P     | Mario Braconi      |
|    | Italia (bandiera) | C     | Ampelio Cabiati    |
|    | Italia (bandiera) | A     | Ferrero Cabiati    |
|    | Italia (bandiera) | P     | Cavalli            |
|    | Italia (bandiera) | D     | Renzo Cavedoni     |
|    | Italia (bandiera) | C     | Eraldo Celi        |
|    | Italia (bandiera) | A     | Oreste Cioni       |

| N. |                   | Ruolo | Calciatore         |
| -- | ----------------- | ----- | ------------------ |
|    | Italia (bandiera) | D     | Alerano Garibaldi  |
|    | Italia (bandiera) | A     | Riccardo Isada     |
|    | Italia (bandiera) | A     | Antonio Maddaluno  |
|    | Italia (bandiera) | D     | Marchini           |
|    | Italia (bandiera) | C     | Mastalli           |
|    | Italia (bandiera) | D     | Guglielmo Polesini |
|    | Italia (bandiera) | D     | Rivolta            |
|    | Italia (bandiera) | C     | Brenno Romboli     |
|    | Italia (bandiera) | D     | Orlando Tognotti   |
|    | Italia (bandiera) | A     | Udovicich          |